# Mattias Zachrisson
Mattias Zachrisson (Huddinge, 22 de agosto de 1990) é um handebolista profissional sueco, medalhista olímpico.
Ele participou da Seleção Sueca, que conquistou a medalha de prata nos Londres 2012.